# (35006) 1979 ON8
(35006) 1979 ON8 es un asteroide perteneciente al cinturón de asteroides, descubierto el 24 de julio de 1979 por Schelte John Bus desde el Observatorio de Siding Spring, Nueva Gales del Sur, Australia.

## Designación y nombre
Designado provisionalmente como 1979 ON8.

## Características orbitales
1979 ON8 está situado a una distancia media del Sol de 2,642 ua, pudiendo alejarse hasta 3,134 ua y acercarse hasta 2,150 ua. Su excentricidad es 0,186 y la inclinación orbital 10,62 grados. Emplea 1569,28 días en completar una órbita alrededor del Sol.

## Características físicas
La magnitud absoluta de 1979 ON8 es 14,5. Tiene 4,94 km de diámetro y su albedo se estima en 0,126. 